# ナローグリップ・ベンチプレス

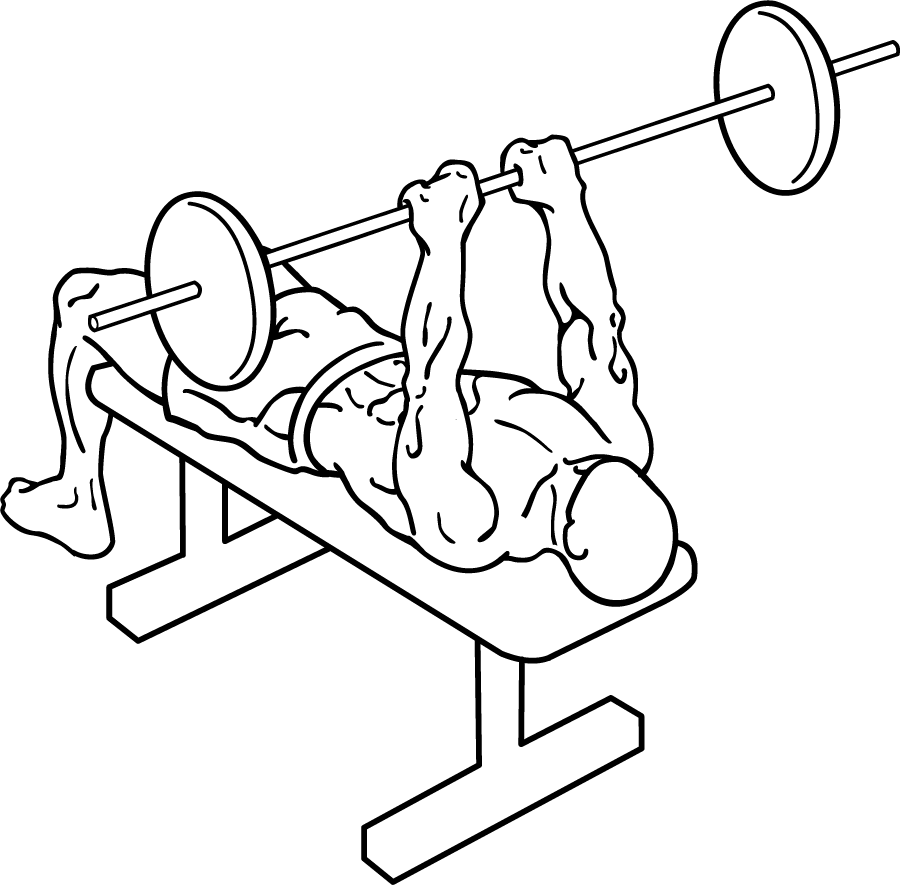
バーベル・ナローグリップ・ベンチプレス(スタート)

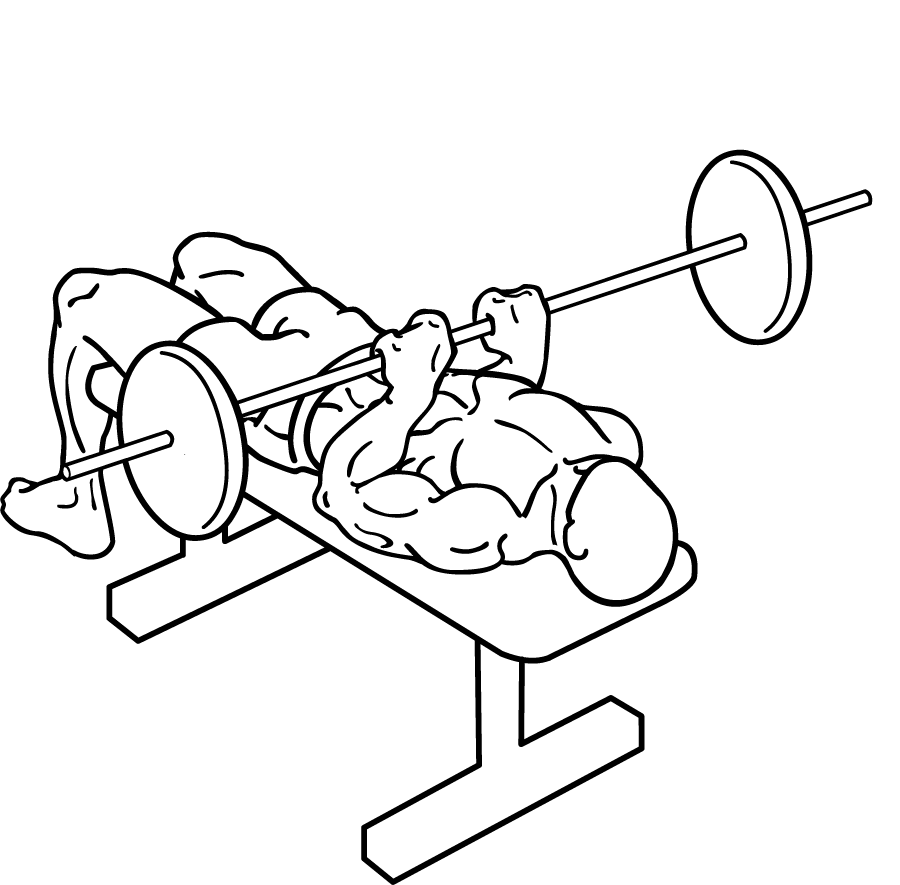
バーベル・ナローグリップ・ベンチプレス(フィニッシュ)

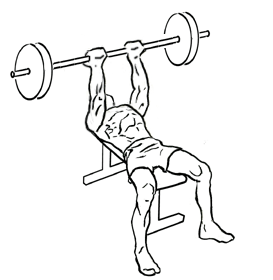
バーベル・ナローリバースグリップ・ベンチプレス(スタート)

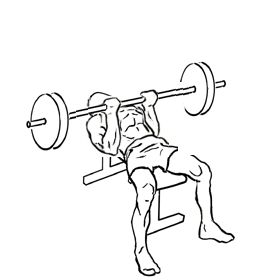
バーベル・ナローリバースグリップ・ベンチプレス(フィニッシュ)

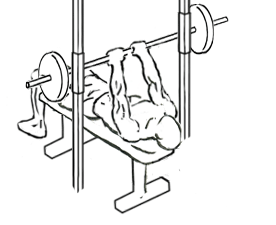
スミスマシン・ナローグリップ・ベンチプレス(スタート)

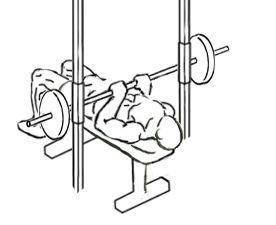
スミスマシン・ナローグリップ・ベンチプレス(フィニッシュ)

ナローグリップ・ベンチプレス(narrow grip bench press)は、ウエイトトレーニングの種目の一つ。上腕三頭筋の筋肥大を促し、筋力を高めることができる。大胸筋内側にも効く。インクラインで行うと大胸筋上部内側、デクラインで行うと大胸筋下部内側に効く。腕を深く曲げると肘関節に負担がかかり、故障の原因になる。腕を直角程度まで曲げればよい。肘を外側に向けすぎると手首を痛める原因になるので注意する。デクラインベンチで行う代わりに、フラットベンチの上でブリッジを作って上体の傾斜を作る方法もある。
似たような種目としてクローズグリップ・ベンチプレスがあり、これは手幅が肩幅程度であり、胸のあたりに降ろし、なるべく小指・薬指側で押すようにする。

## 具体的動作

### バーベル・ナローグリップ・ベンチプレス
1. フラットベンチに仰向けになり、足を床につけて、バーベルを肩幅よりやや狭く持つ。
2. 胸を張り、バーベルをラックから外し、胸の上に移動させる。
3. 息を吸いながらバーベルを下ろす。
4. バーが大胸筋下部の付近にきたら、息を吐きながら元の姿勢に戻る。
5. 3〜4を繰り返す。

### スミスマシン・ナローグリップ・ベンチプレス
1. フラットベンチに仰向けになり、足を床につけて、スミスマシンのバーを肩幅よりやや狭く持つ。
2. 胸を張り、バーのロックを解除する。
3. 息を吸いながらバーを下ろす。
4. バーが大胸筋下部の付近にきたら、息を吐きながら元の姿勢に戻る。
5. 3〜4を繰り返す。

### インクライン・バーベル・ナローグリップ・ベンチプレス
1. 30〜45度に背もたれを起こしたインクラインベンチに仰向けになり、足を床につけて、バーベルを肩幅よりやや狭く持つ。
2. 胸を張り、バーベルをラックから外し、胸の上に移動させる。
3. 息を吸いながらバーベルを下ろす。
4. バーが大胸筋上部の付近にきたら、息を吐きながら元の姿勢に戻る。
5. 3〜4を繰り返す。

### インクライン・スミスマシン・ナローグリップ・ベンチプレス
1. 30〜45度に背もたれを起こしたインクラインベンチに仰向けになり、足を床につけて、スミスマシンのバーを肩幅よりやや狭く持つ。
2. 胸を張り、バーのロックを解除する。
3. 息を吸いながらバーを下ろす。
4. バーが大胸筋上部の付近にきたら、息を吐きながら元の姿勢に戻る。
5. 3〜4を繰り返す。

### デクライン・バーベル・ナローグリップ・ベンチプレス
1. デクラインベンチに仰向けになり、足を固定して、バーベルを肩幅よりやや狭く持つ。
2. 胸を張り、バーベルをラックから外し、胸の上に移動させる。
3. 息を吸いながらバーベルを下ろす。
4. バーがみぞおちの付近にきたら、息を吐きながら元の姿勢に戻る。
5. 3〜4を繰り返す。

### デクライン・スミスマシン・ナローグリップ・ベンチプレス
1. デクラインベンチに仰向けになり、足を固定して、スミスマシンのバーを肩幅よりやや狭く持つ。
2. 胸を張り、バーのロックを解除する。
3. 息を吸いながらバーを下ろす。
4. バーがみぞおちの付近にきたら、息を吐きながら元の姿勢に戻る。
5. 3〜4を繰り返す。